# Torre de Collserola
La Torre de Collserola est une tour de télécommunications située au Turó de la Vilana, près du Tibidabo dans la Sierra de Collserola, à Barcelone, au nord-ouest de la ville.
Conçue par l'architecte britannique Norman Foster, vainqueur du concours international organisé pour sa réalisation, elle est inaugurée le 27 juin 1992 et mise en service pour les Jeux olympiques d'été.

## Structure
La Torre de Collserola dont la hauteur totale est de 288,4 m est composée de trois éléments : un mât central de 205 m en béton de 4,5 m de diamètre, un mât tubulaire en acier de 38 m et un couronnement de 45 m en treillis d'acier.
Treize plates-formes, d'une surface totale de 5 500 m2 sont construites entre les 84 et 152 mètres de la tour et ont la forme de triangle de Reuleaux. La 10e de ces plates-formes, à 560 m d'altitude, est accessible au public, par un ascenseur panoramique et offre une très belle vue sur Barcelone et ses environs, la mer Méditerranée, jusqu'à une distance de 70 km.
La Torre de Collserola est ancrée au flanc de la montagne à l'aide de 9 haubans d'acier haute résistance pré-tensionnés. Ils sont fixés à la tour, par trois, aux trois angles de la base de la 1re plate-forme. Ce renforcement a permis de construire une tour stable, malgré la finesse du mât central, légère et extrêmement élégante.

## Informations techniques
- Altitude :
  - Turó de la Vilana : 445 m
  - Base de la tour : 425 m
- Hauteur totale jusqu'au sommet : 288,4 m
- Hauteur de la 1re plate-forme : 84 m
- Hauteur de la 10e plate-forme : 135,5 m
- Surface des plates-formes : 5 500 m2
- Diamètre du mât central : 4,5 m
- Diamètre interne du mât central : 3 m
- Poids de la structure métallique : 3 000 tonnes
- Vitesse de l'ascenseur : 1 mètre par seconde
- Accès par les transports en commun : Ferrocarrils de la Generalitat, direction Sabadell ou Terrassa, descendre à « Peu de Funicular », emprunter ensuite le Funicular de Vallvidrera, puis le bus no 111. Du centre de Barcelone, le temps de trajet est de 30 à 45 minutes.

## Sources et références
- Philip Jodidio	: Contemporary European architects, 1995 Benedikt Taschen Verlag GmbH, vol. III, p. 84,  (ISBN 3-8228-9264-5)